# Cá mó đầu gù
Cá mó đầu u hay cá mó đầu gù (Danh pháp khoa học: Bolbometopon muricatum) là một loài cá biển trong họ Cá mó (Scaridae). Chúng là loài lớn nhất của họ Cá mó, có thể phát triển đạt đến chiều dài 1.3m và trọng lượng lên đến 46 kg, phân bố trên các rạn san hô ở vùng Thái Bình Dương, Ấn Độ Dương, biển Đỏ cho tới phía Tây của Samoa, và từ Bắc đảo Yaeyama cho đến Nam Great Barrier Reef, Úc.
Chúng là loài duy nhất trong chi Bolbometopon.

## Đặc điểm
Loài cá đầu gù khá kỳ lạ, với bộ răng giống hệt răng người và đặc trưng với chiếc đầu phình rất to, dựng đứng, bộ răng lòi ra như thể răng người vẩu, toàn thân chúng được bao phủ bởi vây ngoại trừ mép của đầu, chúng thường có màu xanh sáng cho tới màu hồng. Cá đầu gù trưởng thành dài tới 1,5m, nặng 60 kg. Loài này không thể hiển thị giới tính-kết hợp các mẫu của sự thay đổi màu sắc. Cá cái và đực trông giống nhau. Cá con khởi đầu với màu nâu hơi xanh, với 5 dãy chấm màu trắng thẳng đứng trên thân. Khi trưởng thành chúng phát triển một cục bướu lớn trên đầu. Khi hoàn toàn trưởng thành chúng có màu ô liu hoặc xanh tới xám nhạt, với vết lan màu hồng hay hơi vàng phía trước mặt. Cá trưởng thành phát triển trán phình ra và răng tấm được lộ ra, là một phần chỉ được bao phủ bởi môi. Loài này bị phát triển chậm và sống lâu (đến 40 năm), với trì hoãn sinh sản và tỷ lệ bổ sung thấp.
Loài này sống thành đàn và thường tụ tập ở quy mô nhỏ, nhưng kích thước nhóm có thể khá lớn trên biển và rõ ràng bên ngoài đầm hô, vượt quá 75 cá thể.

## Tập tính

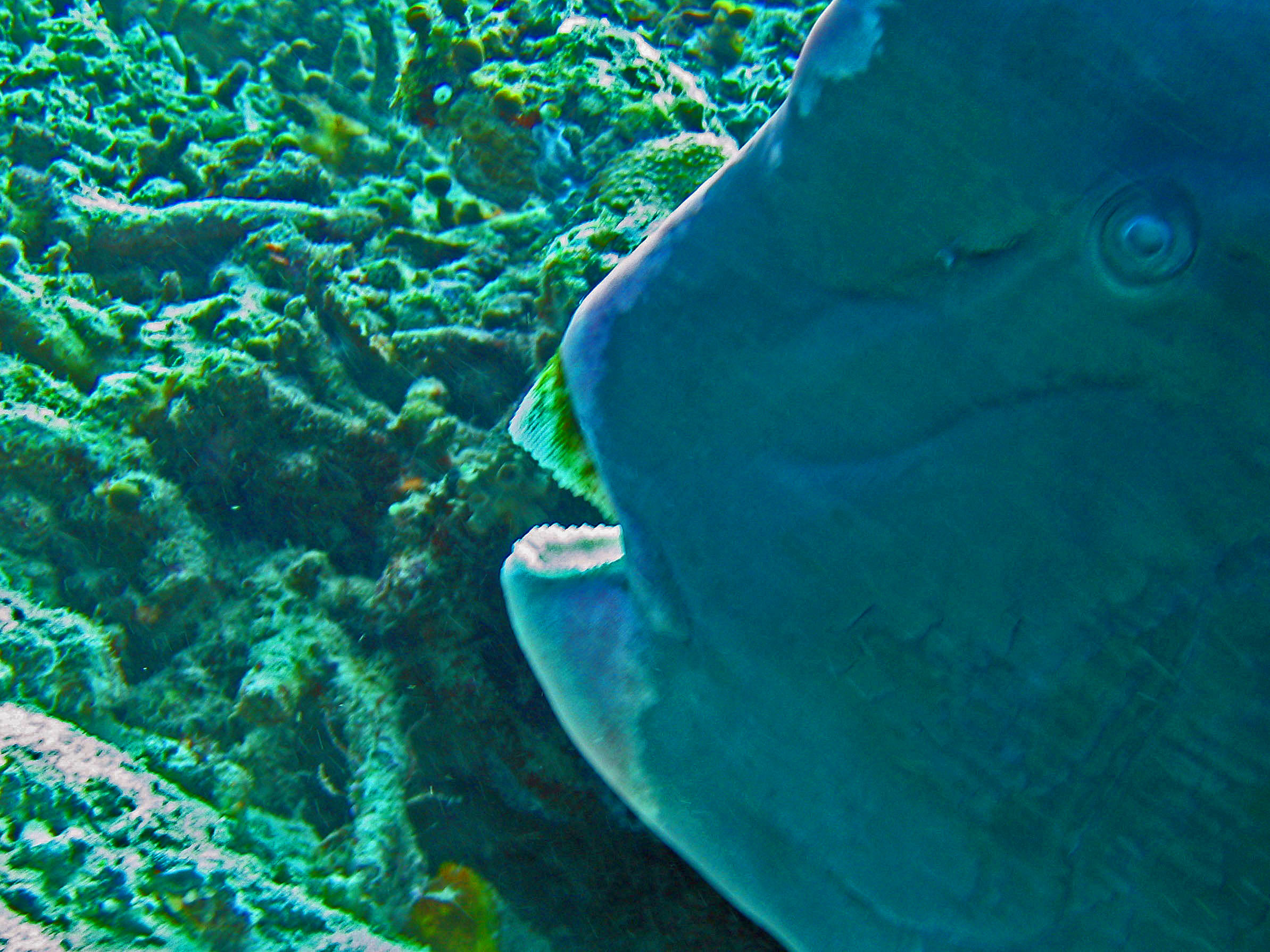
Cá đâu gù đang nạo san hô để ăn bằng cái răng vẩu của nó

Cá đầu gù sống thành đàn, tập trung từ 20 đến 100 con. Chúng lẩn trong các vịnh cạn, quanh các hang động dưới nước và xác tàu đắm vào ban đêm. Ban ngày, con lớn bơi về hướng biển, sục sạo các rạn san hô để tìm thức ăn.Món ăn của cá đầu gù là san hô, tảo. Nó húc đầu vào san hô, làm nó vỡ ra thành những miếng nhỏ để dễ ăn. Hàm răng cứng của chúng nhai san hô thành hạt nhỏ vụn có thể tiêu hóa được.
Tất cả các chất không tiêu hóa được đều được thải ra ngoài, tạo ra chất trầm tích quan trọng. Mỗi con cá có thể tiêu thụ tới 5 tấn san hô một năm, chúng là nhà sản xuất cát san hô quan trọng, tác động tích cực đến sự phục hồi của hệ thống sinh thái rạn san hô. Những bãi biển nào có nhiều cát mịn trắng tinh thì xác suất có nhiều cá đầu gù. Cá đầu gù ăn san hô, nghiền san hô thành bột mịn, rồi thải ra, được sóng biển đánh dạt lên bãi cát.

## Sinh sản
Đẻ trứng ngoài biển khơi, gần bên ngoài rạn dốc hoặc gần vẽ các mũi đất, máng xối, hay miệng kênh trong một chu kỳ trăng, và chúng thường tụ tập nhau lại để đẻ trứng.

## Sinh thái
Cá mó gù con được tìm thấy trong đầm, thường trong cỏ biển, và cá trưởng thành được tìm thấy ở bên ngoài đầm và rạn san hô ngoài biển lên tới độ sâu 30 mét. Chúng ăn tảo đáy và san hô. Nó có thể dùng đầu để nện vào san hô, tạo thành các mảnh vụn để nhai. Trong quá trình đó, các mảnh san hô nhỏ bị vương vãi do không tiêu thụ hết sẽ tạo thành các tập hợp san hô mới, điều này có ý nghĩa trong việc phát tán san hô. Mỗi con trưởng thành tiêu thụ hơn năm tấn các bô nát mỗi năm, đóng góp đáng kể vào sự ăn mòn sinh học của rạn. Cá ngủ trong hang vào ban đêm hoặc trong xác tàu đắm tàu, thường trong các nhóm lớn.

## Bảo tồn

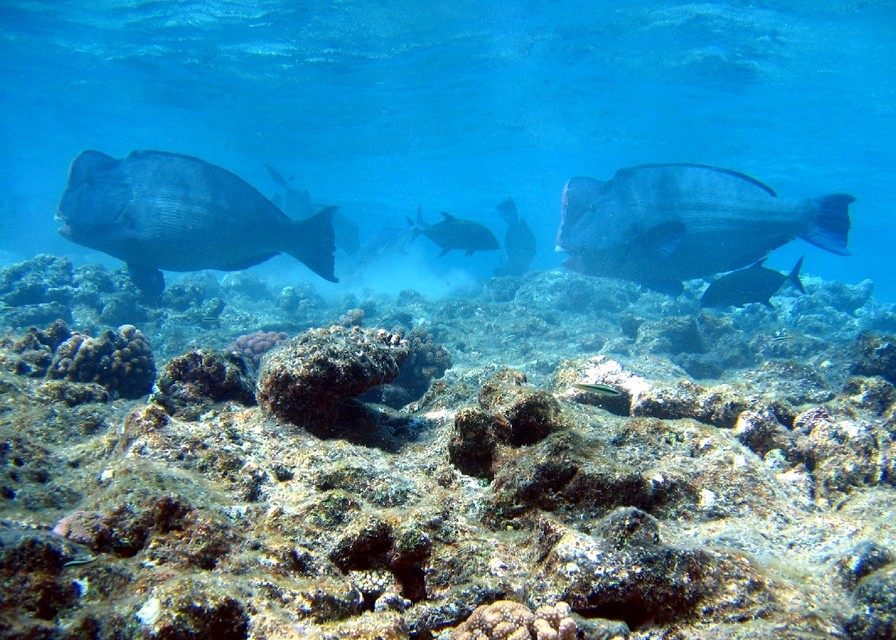

Loài này bị ngư dân săn bắt rất nhiều, và nó đã bị suy giảm số lượng quần thể do đánh bắt quá mức. Suy thoái và hủy diệt môi trường sống cũng góp phần làm suy giảm. Thợ săn cá coi chúng như là một mục tiêu khi chúng ngủ vào ban đêm. Loài này đã được liệt vào danh mục đỏ của IUCN hạng VU (gần nguy cấp)  và ở Việt Nam được xếp vào dạng EN (nguy cấp) cần được bảo vệ .
Sử dụng súng bắn cá trong khi lặn đã bị cấm ở Mỹ năm 2001. Vùng xung quanh Đảo Wake, rạn san hô vòng Johnston, và Palmyra từ bờ biển ra để 50 sải (91 m) được bảo vệ, điều đó có nghĩa bất cứ người nào của Mỹ muốn đánh bắt loài cá này phải có một giấy phép đặc biệt. Ngoài ra, nó không thể được thực hiện bởi lặn biển có khí tài từ 6 giờ chiều đến 6 giờ sáng ở khu Đặc Quyền Kinh tế Khu vực nước xung quanh những vùng lãnh thổ của Mỹ. Quần thể cá Mó đầu gù ở Palau hiện thời được bảo vệ bởi một lệnh cấm và kích thước tối thiểu hạn chế của 25 in (640 mm).

## Câu cá
Chúng là loài cá câu thể thao được ưa thích ở Mỹ. Nắm được tập tính của cá đầu gù, các cần thủ tổ chức săn lùng như một thú vui ngoài biển.Các cần thủ có thể câu cá đầu gù cả ngày lẫn đêm. Ban đêm, câu chúng ở những vịnh cạn, còn ban ngày câu ngoài biển sâu, nơi có rạn san hô. Mặc dù có khá nhiều tổ chức câu cá đầu gù, nhưng không vì mục đích thương mại. Các cần thủ câu được cá đầu gù khổng lồ, thường lưu lại hình ảnh cùng chúng, rồi thả chúng về biển.